# مونتسرات تومه
مونتسرات تومه (انگلیسی: Montserrat Tomé؛ زادهٔ ۱۱ مهٔ ۱۹۸۲) بازیکن فوتبال اهل اسپانیا است.
از باشگاه‌هایی که در آن بازی کرده‌است می‌توان به باشگاه فوتبال زنان بارسلونا اشاره کرد.
وی همچنین در تیم‌های ملی فوتبال زنان اسپانیا، و زنان اسپانیا، بازی کرده‌است.